# Bahnstrecke Podbrezová–Tisovec
| Dieseltriebwagen 812 011 in Pohronská Polhora |                      |                                    |                                    |
| Kursbuchstrecke (ZSSK): | 174                  |                                    |                                    |
| Streckenlänge: | 41,180 km            |                                    |                                    |
| Spurweite: | 1435 mm (Normalspur) |                                    |                                    |
| Maximale Neigung: | 50 ‰                 |                                    |                                    |
| Zahnstangensystem: | Abt                  |                                    |                                    |
| Streckengeschwindigkeit: | 70 km/h              |                                    |                                    |
| |                      |                                    |                                    |
| \| \| \| von Zvolen \| \| \| \| 55,137 \| Podbrezová \| Podbrezová \| \| \| 55,640 0,000 \| (Streckenbeginn) \| (Streckenbeginn) \| \| \| 2,735 \| Chvatimech \| Chvatimech \| \| \| \| nach Hronec \| \| \| \| \| Čiernohronská lesná železnica \| \| \| \| \| Čierný Hron \| \| \| \| 4,036 \| Valaská \| Valaská \| \| \| 8,473 \| Brezno \| Brezno \| \| \| 10,238 \| Brezno mesto \| Brezno mesto \| \| \| 12,990 \| Brezno-Halny \| Brezno-Halny \| \| \| \| nach Červená Skala \| \| \| \| \| Rohožná \| \| \| \| 17,345 \| Brezno-Rohožná \| Brezno-Rohožná \| \| \| 21,730 \| Michalová zástavka \| Michalová zástavka \| \| \| 23,600 \| Michalová \| Michalová \| \| \| 25,132 \| Pohronská Polhora \| Pohronská Polhora \| \| \| 29,336 \| Zbojská \| Zbojská \| \| \| 30,410 \| Čertov viadukt (105 m) \| Čertov viadukt (105 m) \| \| \| 31,750 \| Pod Dielom (175 m) \| Pod Dielom (175 m) \| \| \| 33,330 \| Bánovo \| Bánovo \| \| \| 34,024 \| Tisovec-Bánovo \| Tisovec-Bánovo \| \| \| 37,040 \| Teplica II. \| Teplica II. \| \| \| 37,940 \| Teplica I. \| Teplica I. \| \| \| \| Neutrassierung 1949 \| \| \| \| 40,450 \| Tisovecký tunel (770 m) \| Tisovecký tunel (770 m) \| \| \| 41,180 \| Tisovec \| Tisovec \| \| \| \| (Spitzkehre bis 1949) \| \| \| \| \| nach Revúca (nicht fertiggestellt) \| \| \| \| \| nach Jesenské \| \| |                      |                                    |                                    |
| Strecke |                      | von Zvolen                         | von Zvolen                         |
| Bahnhof | 55,137               | Podbrezová                         | Podbrezová                         |
| Kilometer-Wechsel | 55,640 0,000         | (Streckenbeginn)                   | (Streckenbeginn)                   |
| Haltepunkt / Haltestelle | 2,735                | Chvatimech                         | Chvatimech                         |
| Abzweig geradeaus und nach rechts |                      | nach Hronec                        | nach Hronec                        |
| Kreuzung geradeaus oben |                      | Čiernohronská lesná železnica      | Čiernohronská lesná železnica      |
| Brücke über Wasserlauf |                      | Čierný Hron                        | Čierný Hron                        |
| Haltepunkt / Haltestelle | 4,036                | Valaská                            | Valaská                            |
| Bahnhof | 8,473                | Brezno                             | Brezno                             |
| Haltepunkt / Haltestelle | 10,238               | Brezno mesto                       | Brezno mesto                       |
| Blockstelle | 12,990               | Brezno-Halny                       | Brezno-Halny                       |
| Abzweig geradeaus und nach links |                      | nach Červená Skala                 | nach Červená Skala                 |
| Brücke über Wasserlauf |                      | Rohožná                            | Rohožná                            |
| Haltepunkt / Haltestelle | 17,345               | Brezno-Rohožná                     | Brezno-Rohožná                     |
| Haltepunkt / Haltestelle | 21,730               | Michalová zástavka                 | Michalová zástavka                 |
| Haltepunkt / Haltestelle | 23,600               | Michalová                          | Michalová                          |
| Bahnhof | 25,132               | Pohronská Polhora                  | Pohronská Polhora                  |
| Haltepunkt / Haltestelle | 29,336               | Zbojská                            | Zbojská                            |
| Brücke | 30,410               | Čertov viadukt (105 m)             | Čertov viadukt (105 m)             |
| Brücke | 31,750               | Pod Dielom (175 m)                 | Pod Dielom (175 m)                 |
| Brücke | 33,330               | Bánovo                             | Bánovo                             |
| Haltepunkt / Haltestelle | 34,024               | Tisovec-Bánovo                     | Tisovec-Bánovo                     |
| Brücke | 37,040               | Teplica II.                        | Teplica II.                        |
| Brücke | 37,940               | Teplica I.                         | Teplica I.                         |
| Abzweig ehemals geradeaus und nach links · Strecke von rechts |                      | Neutrassierung 1949                | Neutrassierung 1949                |
| Strecke (außer Betrieb) · Tunnel | 40,450               | Tisovecký tunel (770 m)            | Tisovecký tunel (770 m)            |
| Strecke (außer Betrieb) · Bahnhof | 41,180               | Tisovec                            | Tisovec                            |
| Strecke nach links (außer Betrieb) · Abzweig geradeaus und ehemals nach rechts |                      | (Spitzkehre bis 1949)              | (Spitzkehre bis 1949)              |
| Abzweig geradeaus und ehemals nach links |                      | nach Revúca (nicht fertiggestellt) | nach Revúca (nicht fertiggestellt) |
| Strecke |                      | nach Jesenské                      | nach Jesenské                      |

Die Bahnstrecke Podbrezová–Tisovec ist eine Eisenbahnverbindung in der Slowakei. Sie verläuft in der Mittelslowakei von Podbrezová über das Slowakische Erzgebirge nach Tisovec und hat dort Anschluss an die weiterführende Strecke nach Jesenské. Zwischen Podbrezová und Brezno ist die Strecke Teil der überregionalen Hauptbahnverbindung von Zvolen nach Košice, die restliche Strecke bis Tisovec wird als Nebenbahn betrieben. 
Zwischen Pohronská Polhora und Tisovec ist ein Teil der Strecke wegen der starken Steigungen mit dem Zahnstangensystem Abt ausgerüstet. Dieser Abschnitt wurde 2008 zum Nationalen Kulturdenkmal erklärt.

## Geschichte

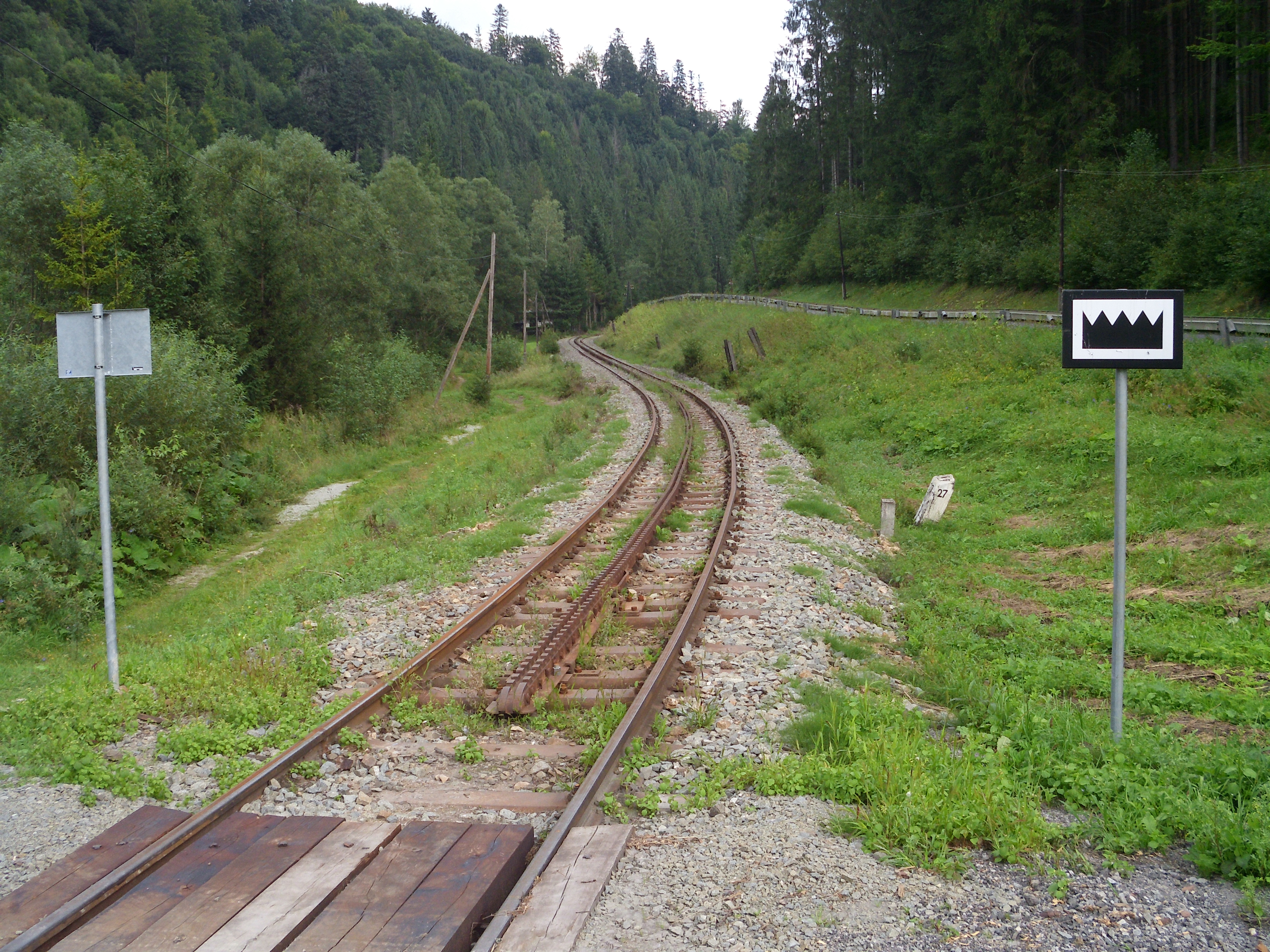
Zahnstangeneinfahrt zwischen Pohronská Polhora und Zbojská

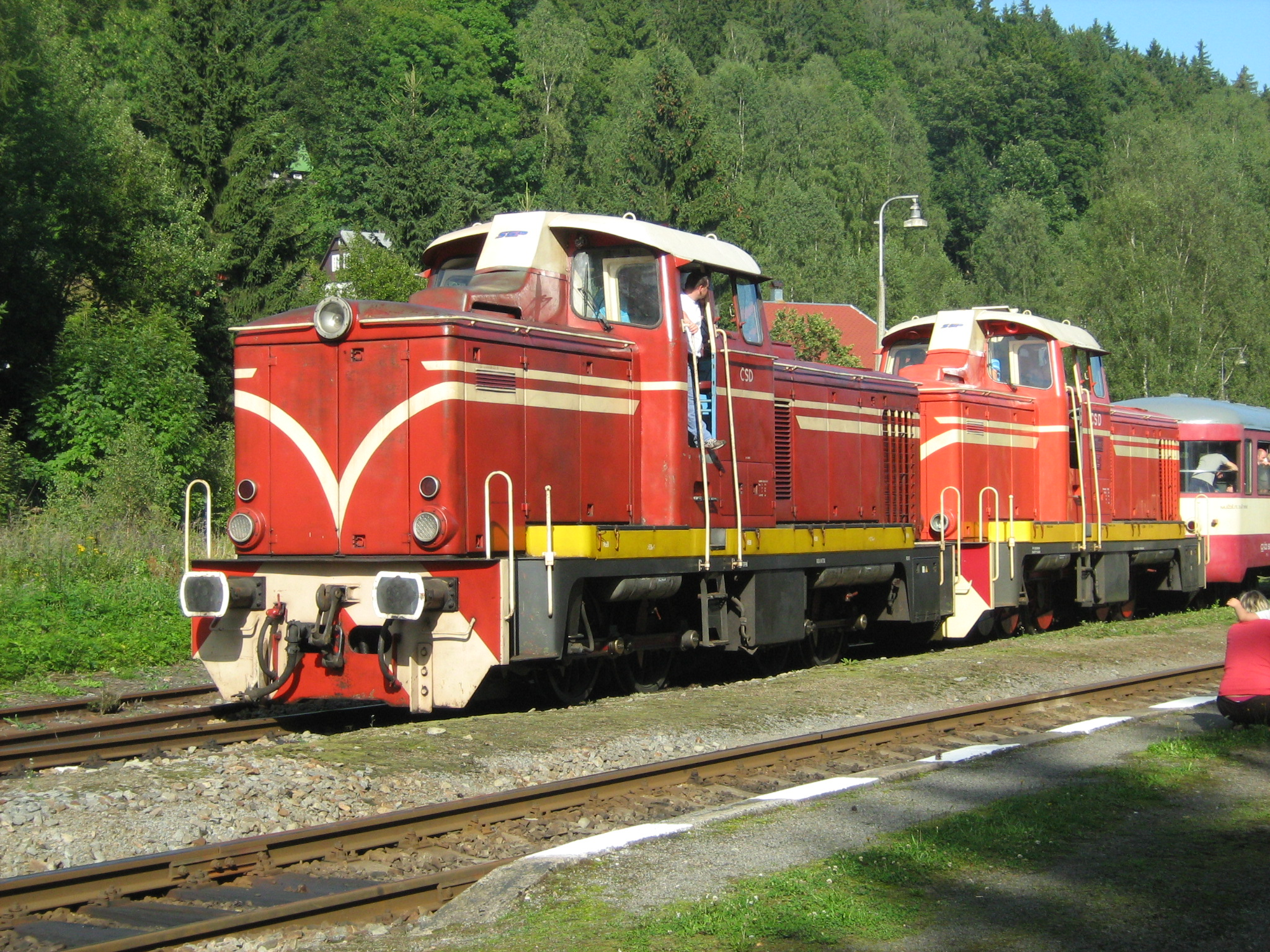
Zahnradlokomotiven der ČSD-Baureihe T 426.0; hier als Museumslokomotiven in Kořenov/Tschechien (2010)

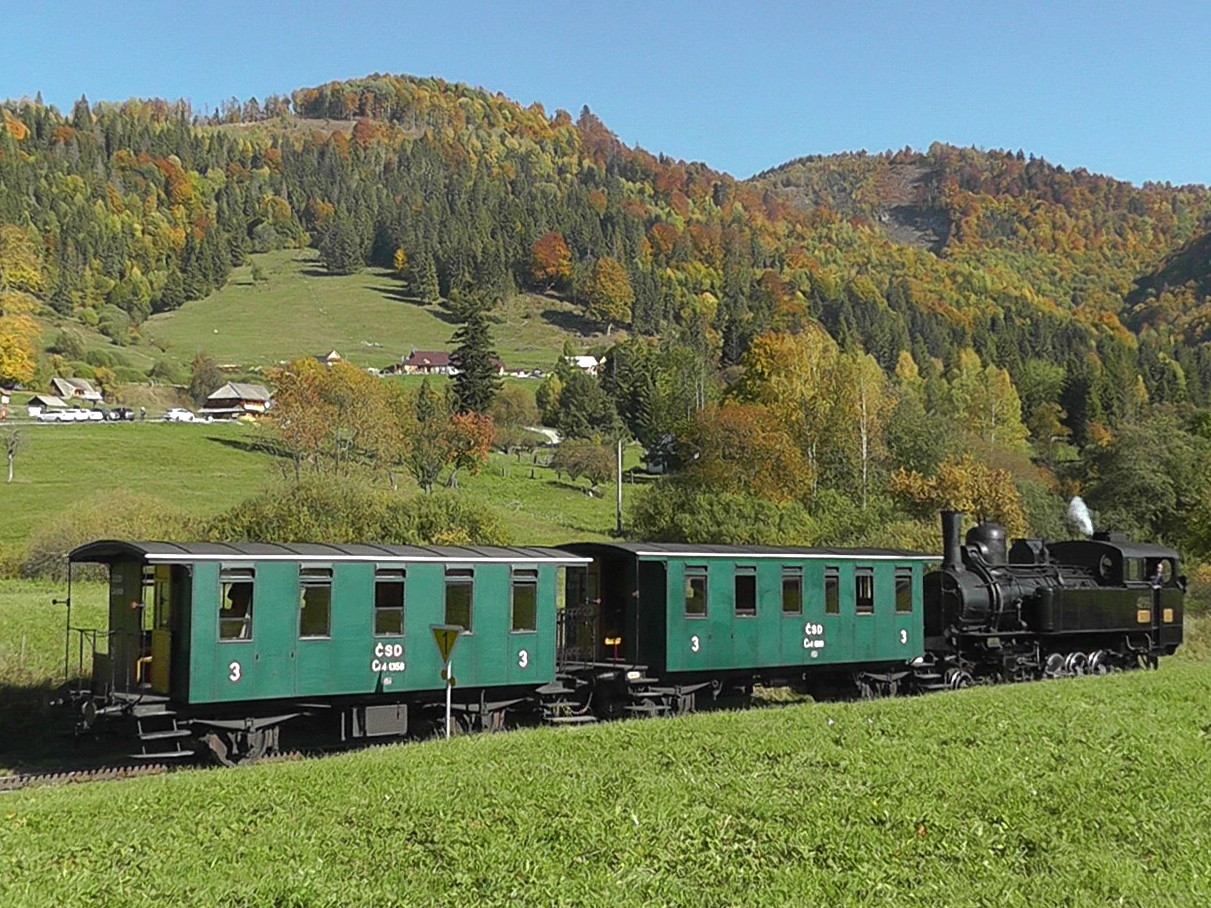
Nostalgiezug mit Dampflokomotive TIVc 4296

Die Konzession zum Bau der Strecke erhielten im Jahr 1893 die Herren Gejza Kubiny, Pavol Mendel, Alexander Hoffmann und Viliam Quittner, die eine private Lokalbahngesellschaft mit dem Namen Zólyombrezó-Breznóbánya-Tiszolczi HÉV gründeten. 
Die Strecke von Podbrezová bis Pohronská Polhora wurde am 15. Dezember 1895 eröffnet. Die Betriebsführung übernahmen die Ungarischen Staatsbahnen (MÁV).
Um die Lücke zur schon seit 1874 bestehenden Bahnstrecke Jesenské–Tisovec zu schließen, musste eine gebirgige Landschaft des Slowakischen Erzgebirges am Pass Zbojská bewältigt werden, mit maximaler Neigung von 50 ‰. Daher entschied man sich, auf dieser Strecke den Zahnradbahnbetrieb mit dem System Abt auf insgesamt 5.836 Metern einzusetzen, was den ersten Einsatz des Systems Abt im Königreich Ungarn bedeutete. Dabei endete diese Passstrecke an einer Spitzkehre im bestehenden Bahnhof Tisovec. Die Eröffnung erfolgte am 30. November 1896.
Nach dem Ersten Weltkrieg lag das Bahngebiet auf dem Staatsgebiet der neu entstandenen Tschechoslowakei. Betreiber der Strecke waren jetzt die Tschechoslowakischen Staatsbahnen (ČSD).
Nach dem Ersten Wiener Schiedsspruch und der folgenden Auflösung der Tschechoslowakei in den Jahren 1938–39 waren mehrere Bahnstrecken im Raum Slowakisches Erzgebirge geteilt und nur über ungarisches Territorium erreichbar. Daher begann man in der „unabhängigen“ Slowakei 1940 mit der Planung, die Zahnradbahnstrecke zu ersetzen und eine neue Strecke nach Revúca (sog. Gemerer Verbindungsbahnen) zu bauen; am Anfang wurden Arbeiten am neuen Tunnel bei Tisovec begonnen. Die Arbeiten an der Verlegung begannen erst 1943. Der Durchschlag des Tunnels Tisovec erfolgte im März 1944, weitere Arbeiten wurden aber wegen des Slowakischen Nationalaufstandes gestoppt.
Nach der Wiederherstellung der Tschechoslowakei im Jahr 1945 wurden die Arbeiten definitiv 1949 eingestellt und seither nie wiederaufgenommen. Nur der Tunnel Tisovec mit der Verlegung wurde im selben Jahr eröffnet, wodurch die Spitzkehre im Bahnhof Tisovec entfiel. Die geplante Ersetzung der Zahnradbahn wurde nie durchgeführt.
Heute verkehren einige Nahverkehrszüge auf der Bahnstrecke. Der Zahnradbetrieb wird mit der Ausnahme von Sonderzügen nicht mehr benutzt und es herrscht reiner Adhäsionsbetrieb im regelmäßigen Verkehr. Am 2. Januar 2008 wurde die Bahn zum nationalen Kulturdenkmal erklärt.

## Fahrzeugeinsatz
Die betriebsführende Ungarische Staatsbahn beschaffte bei der Wiener Lokomotivfabrik speziell für die Zahnradbahn vier Zahnraddampflokomotiven der Bauart Abt, die als Reihe TIVb eingeordnet wurden. Von den ČSD wurden sie ab 1925 als 403.501 bis 403.504 bezeichnet.
Ab 1961 wurden die Dampflokomotiven durch fabrikneue und von Simmering-Graz-Pauker gelieferte Zahnraddiesellokomotiven der ČSD-Baureihe T 426.0 abgelöst. Im Reisezugverkehr setzte die ČSD ab 1964 speziell für Steilstreckenbetrieb ausgerüstete Triebwagen der Baureihe M 240.0 ein.

## Touristische Nutzung
Eine Wiederinbetriebnahme der Zahnradbahn für touristische Zwecke erfolgte im Jahr 2015. Eine Zahnraddampflokomotive der Reihe MÁV TIVc (CFR-Reihe 40) wurde von der Bahnstrecke Caransebeș–Bouțari–Subcetate aus Rumänien beschafft, aufwändig repariert und verkehrt nun unter ihrer originalen MÁV-Nummer TIVc 4296.